# 聖母領報堂
聖母領報堂（英語：Church of the Annunciation）是一座香港的天主教教堂，位于新界西荃湾荃景围和柴灣角一带安賢街11號，建立于1987年4月24日，由天主教香港教区管理。

## 堂區服務範圍

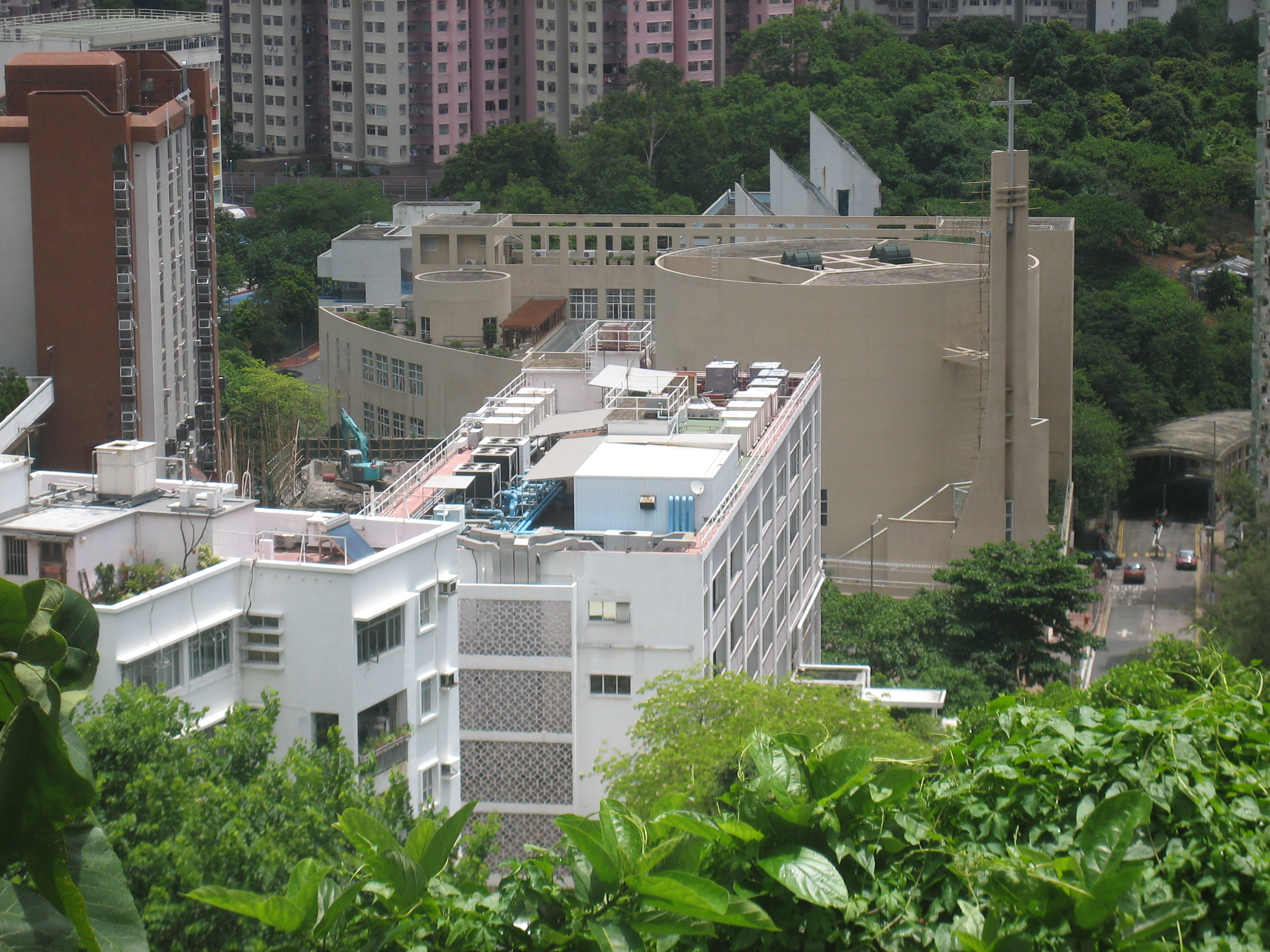
聖母領報堂，位于荃灣港安醫院背面

聖母領報堂區服務的範圍，包括荃湾的荃景花園、愉景新城、荃威花園、翠豐臺、錦豐園、荃灣港安醫院。

## 堂區歷史
自1980年起，柴灣角天主教小學已於荃景圍開展服務；天主教會也善用校舍，展開福傳工作，舉行彌撒及其他牧靈服務。在1987年，聖母領報準堂區正式成立，並於1992年升格為堂區。期間，堂區於安賢街11號籌建聖堂；新堂於1993年12月4日落成祝聖。

## 建築風格

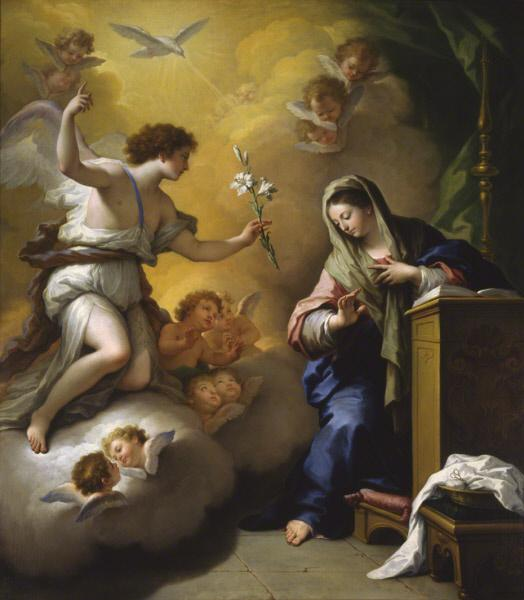
1712年所绘的《圣母领报》

聖母領報堂堂區牧民中心為一綜合結構，主要分為一個圓形及一個長方形建築，內部包括一座聖堂、一個會堂、一間幼稚園和一間老人中心。聖堂是基督徒聚集一起朝拜、聆聽聖言的地方。因此聖母領報堂就按照這個意念構思設計，使這座聖堂能充滿天主教的文化氣息，也希望它能顯示出本地文化的色彩來。
前庭空間上面有光透入，象徵著新的時代已到，天主的子民從此可以自由無阻地步進圓形的聖堂，通過「朝聖門」──聖堂大門，邁向天國的滿全。聖堂位於牧民中心地下，是一個圓形的建築物，「圓」代表天，亦有「圓通」之意，象徵「無窮無盡」、「圓滿無缺」、「功德圓滿」。
聖堂前方與聖洗堂相連，後方則與聖體堂相接。聖體堂為扇形設計，與外牆的十字架建築聯成一體，約可容納若四十人，供平日舉行感恩祭之用。聖洗堂是一座八角形建築物，上有透明天頂，下面則為長方形聖洗池，而聖洗盆座立在池中。
進入聖堂內，祭台由一幅巨大的耶穌復活鑲嵌畫所襯托。 聖堂兩側有彩色玻璃；後壁兩邊則安放有苦像、聖母像及天主之母聖像。祭台上的砌石壁畫面積有八十二平方米，共用了超過十三萬顆彩石砌成；歷時半年，由三十個人準備，時為香港獨一無二的聖堂藝術品。砌石壁畫的主角是復活的基督，旁邊站著聖母瑪利亞和聖若望宗徒，上方左右有天使和十二位宗徒。祭台前壁是一幅「增餅奇蹟」，代表耶穌把天主的恩寵佈施給世界，照顧人們的神形方面的需要。在讀經台四周，是四聖史的塑像及四福音的標記：人（瑪竇福音）、獅（馬爾谷福音）、牛（路加福音）、鷹（若望福音）。
在聖洗堂內的「基督導師」聖像畫裡面，耶穌左手捧著聖經，上面寫的是：「你們不要按照外表判斷， 但要按照公義判斷。」耶穌頭部後面的光環中，更有象徵勝利的十字形狀，表示天主是「自有者」。
聖堂背後有一聖像畫，主題是「耶穌派遣十二宗徒」，它顯示出二千年來，有不少人接受派遣去傳福音，而畫中的人物都是赤足的，因為「傳報福音者的腳步是多麼美麗的！」。它放在聖堂的背壁，目的是提示教友們參禮後有本份出去為主作證。

## 彌撒及禮儀時間

### 彌撒
- 主日彌撒：上午8：00(英語/菲語)
- 上午9：30、11：00(粤語)
- 星期六提前主日彌撒：下午4:30(粵語)、晚上6：30(英語)、8：00(粤語)
- 平日彌撒：上午8：00(粤語)
- 耶穌聖心彌撒：每月首星期五晚上8：00時(粵語)

### 禮儀
- 嬰兒領洗(中文團體)：逢雙月最後主日(四旬期除外)
- 明供聖體：逢星期五早上7：30至星期日早上7：30
- 月靜：每月首星期六早上8:30

## 外部連結
- 聖母領報堂